# 孔圣马尔通区

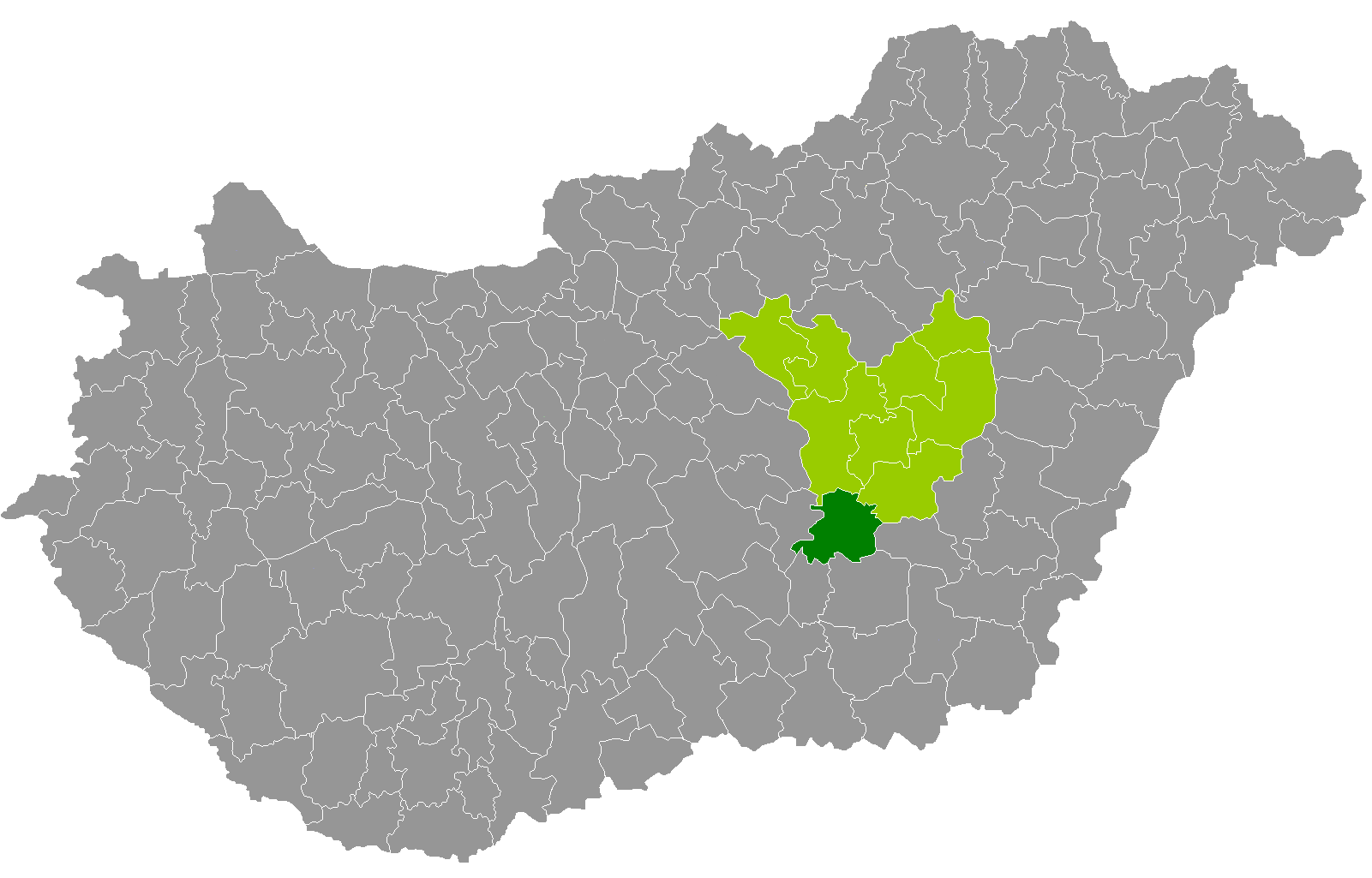
孔圣马尔通区

孔圣马尔通区（匈牙利語：Kunszentmártoni járás），是匈牙利亚斯-瑙吉孔-索尔诺克州的一个区，总面积576.49平方公里，总人口36,147人（2011年），人口密度63人/平方公里。中心城市为孔圣马尔通。

## 市镇
孔圣马尔通区包含两个城镇、两个大村和7个村庄。